# Panimerus scalus
Panimerus scalus és una espècie d'insecte dípter pertanyent a la família dels psicòdids que es troba a Nord-amèrica: Utah i Califòrnia.